# Hoofdklasse hockey heren 1977/78
Het seizoen 1977/78 is de 5de editie van de herenhoofdklasse waarin onder de KNHB-vlag om het landskampioenschap hockey werd gestreden. 
In het voorgaande seizoen zijn MEP en Nijmegen gedegradeerd en hiervoor zijn Victoria en Gron.Studs in de plaats gekomen.
Klein Zwitserland werd voor de tweede maal op rij landskampioen. De nieuwkomers Victoria en Gron.Studs degradeerden weer rechtstreeks. 

## Eindstand
Na 22 speelronden was de eindstand:
| #  | Club              | GS | W  | G | V  | P  | DV      | DT      | DS  |
| -- | ----------------- | -- | -- | - | -- | -- | ------- | ------- | --- |
| 1  | Klein Zwitserland | 22 | 17 | 3 | 2  | 37 | 75 - 26 | 75 - 26 | +49 |
| 2  | HGC               | 22 | 16 | 2 | 4  | 34 | 51 - 23 | 51 - 23 | +28 |
| 3  | Amsterdam         | 22 | 15 | 3 | 4  | 33 | 54 - 32 | 54 - 32 | +22 |
| 4  | Kampong           | 22 | 12 | 4 | 6  | 28 | 44 - 25 | 44 - 25 | +19 |
| 5  | Bloemendaal       | 22 | 11 | 4 | 7  | 26 | 57 - 47 | 57 - 47 | +10 |
| 6  | Tilburg           | 22 | 10 | 2 | 10 | 22 | 51 - 52 | 51 - 52 | -1  |
| 7  | Oranje Zwart      | 22 | 8  | 3 | 11 | 19 | 31 - 48 | 31 - 48 | -17 |
| 8  | Schaerweijde      | 22 | 5  | 6 | 11 | 16 | 38 - 41 | 38 - 41 | -3  |
| 9  | Laren             | 22 | 3  | 9 | 10 | 15 | 31 - 48 | 31 - 48 | -17 |
| 10 | Hattem            | 22 | 5  | 4 | 12 | 14 | 19 - 45 | 19 - 45 | -26 |
| 11 | Victoria          | 22 | 3  | 4 | 15 | 10 | 27 - 54 | 27 - 54 | -27 |
| 12 | Gron.Studs        | 22 | 3  | 4 | 15 | 10 | 29 - 55 | 29 - 55 | -26 |

### Legenda
| Afk.              | Betekenis                                                             |
| ----------------- | --------------------------------------------------------------------- |
| GS                | aantal gespeelde wedstrijden                                          |
| W                 | aantal gewonnen wedstrijden                                           |
| G                 | aantal gelijk gespeelde wedstrijden                                   |
| V                 | aantal verloren wedstrijden                                           |
| P                 | totaal aantal punten                                                  |
| DV                | aantal gemaakte doelpunten                                            |
| DT                | aantal doelpunten tegen                                               |
| DS                | doelsaldo                                                             |
| Klein Zwitserland | Landskampioen Klein Zwitserland plaatst zich voor de Europacup I 1979 |
| Victoria          | Victoria en Gron.Studs zijn rechtstreeks gedegradeerd                 |

Nederlands landskampioenschap:

1897/98 ·
1898/99 ·
1899/00 ·
1900/01 ·
1901/02 ·
1902/03 ·
1903/04 ·
1904/05 ·
1905/06 ·
1906/07 ·
1907/08 ·
1908/09 ·
1909/10 ·
1910/11 ·
1911/12 ·
1912/13 ·
1913/14 ·
1914/15 ·
1915/16 ·
1916/17 ·
1917/18 ·
1918/19 ·
1919/20 ·
1920/21 ·
1921/22 ·
1922/23 ·
1923/24 ·
1924/25 ·
1925/26 ·
1926/27 ·
1927/28 ·
1928/29 ·
1929/30 ·
1930/31 ·
1931/32 ·
1932/33 ·
1933/34 ·
1934/35 ·
1935/36 ·
1936/37 ·
1937/38 ·
1938/39 ·
1939/40 ·
1940/41 ·
1941/42 ·
1942/43 ·
1943/44 ·
1944/45 ·
1945/46 ·
1946/47 ·
1947/48 ·
1948/49 ·
1949/50 ·
1950/51 ·
1951/52 ·
1952/53 ·
1953/54 ·
1954/55 ·
1955/56 ·
1956/57 ·
1957/58 ·
1958/59 ·
1959/60 ·
1960/61 ·
1961/62 ·
1962/63 ·
1963/64 ·
1964/65 ·
1965/66 ·
1966/67 ·
1967/68 ·
1968/69 ·
1969/70 ·
1970/71 ·
1971/72 ·
1972/73
Hoofdklasse heren:

1973/74 · 
1974/75 · 
1975/76 · 
1976/77 · 
1977/78 · 
1978/79 · 
1979/80 · 
1980/81 · 
1981/82 · 
1982/83 · 
1983/84 · 
1984/85 · 
1985/86 · 
1986/87 · 
1987/88 · 
1988/89 · 
1989/90 · 
1990/91 · 
1991/92 · 
1992/93 · 
1993/94 · 
1994/95 · 
1995/96 · 
1996/97 · 
1997/98 · 
1998/99 · 
1999/00 · 
2000/01 · 
2001/02 · 
2002/03 · 
2003/04 · 
2004/05 · 
2005/06 · 
2006/07 · 
2007/08 · 
2008/09 · 
2009/10 · 
2010/11 · 
2011/12 · 
2012/13 ·
2013/14 ·
2014/15 ·
2015/16 ·
2016/17 ·
2017/18 ·
2018/19 ·
2019/20 ·
2020/21 ·
2021/22 ·
2022/23 ·
2023/24 ·
2024/25 ·
Nederlandse competities: Hoofdklasse (zaal) · Promotieklasse · Overgangsklasse · Eerste klasse · Tweede klasse · Derde klasse · Vierde klasse · Gold Cup · Silver Cup

Nederlands kampioenschap: Lijst van Nederlandse landskampioenen hockey · Lijst van Nederlandse landskampioenen zaalhockey

Europese competities: Euro Hockey League · Europacup I · Europa Cup II · Europacup zaalhockey